# Mischgebiet
Mischgebiet ist im deutschen Bauplanungsrecht ein Baugebiet, welches nach § 6 der Baunutzungsverordnung (BauNVO) dem Wohnen und der Unterbringung von Gewerbebetrieben, die das Wohnen nicht wesentlich stören, dient. 
In einem Mischgebiet stehen die beiden Nutzungsarten „Wohnen“ und „Unterbringung von Gewerbebetrieben“, gleichberechtigt nebeneinander. Dabei ist die Einschränkung zu beachten, dass die Gewerbebetriebe das Wohnen nicht wesentlich stören dürfen. Der Charakter eines Mischgebiets liegt in der damit verbundenen Nutzungsmischung.
Es darf demnach in einem Mischgebiet insgesamt nicht eine der beiden gleichberechtigten Hauptnutzungsarten optisch dominieren, es dürfen aber Teilbereiche durch eine der beiden Hauptnutzungen geprägt sein. Die mit der Nutzungsmischung einhergehende wechselseitige Rücksichtnahme gilt im gesamten Geltungsbereich und damit auch in den Teilbereichen, in denen gewerbliche Nutzungen überwiegen.

## Zulässige Nutzungen
Allgemein zulässig sind im Mischgebiet:
- Wohngebäude
- Geschäfts- und Bürogebäude
- Einzelhandelsbetriebe, Schank- und Speisewirtschaften sowie Betriebe des Beherbergungsgewerbes
- sonstige Gewerbebetriebe
- Anlagen für Verwaltungen sowie für kirchliche, kulturelle, soziale, gesundheitliche und sportliche Zwecke
- Gartenbaubetriebe
- Tankstellen
- Vergnügungsstätten in den Teilen des Gebiets, die überwiegend durch gewerbliche Nutzungen geprägt sind

Ausnahmsweise können Vergnügungsstätten außerhalb der oben genannten Teile des Gebiets zugelassen werden.